# Madaboor, Narasimharajapura
Madaboor là một làng thuộc tehsil Narasimharajapura, huyện Chikmagalur, bang Karnataka, Ấn Độ.